# Administrația Națională a Rezervelor de Stat și Probleme Speciale
Administrația Națională a Rezervelor de Stat (ANRS) este un organ de specialitate al administrației publice centrale România, aflat în subordinea Secretariatului General al Guvernului.
În mai 2020, ANRS a fost comasată cu Oficiul Central de Stat pentru Probleme Speciale, rezultând Administrația Națională a Rezervelor de Stat și Probleme Speciale.
Este finanțată integral de la bugetul de stat, prin bugetul Secretariatului General al Guvernului.
ANRS deține stocuri anuale de grâu de circa 250.000 de tone.

## Controverse
ANRS a fost acuzată de corupție, prin alegerea pe bază de favoritisme a agenților comerciali prin care se reîmprospătează anual rezerva de grâu.
Afaceriștii primeau tonele de cereale când prețurile pe piață erau foarte mari și le înapoiau la noua recoltă, când grâul se găsește uneori și la preț redus.
În anul 2008, în luna martie prețul era de 295 euro pe tonă, iar în septembrie tona de grâu valora 85 de euro.
Afaceriștii care au primit grâul statului în martie și l-au returnat în septembrie au obținut, pentru fiecare tonă, un profit de circa 200 de euro.
În decembrie 2014, Cristian Vintilă, fostul șef al ANRS, a fost arestat pentru trafic de arme către o organizație din Columbia.